# Stazione meteorologica di Avezzano
La stazione meteorologica di Avezzano è la stazione meteorologica di riferimento relativa alla città di Avezzano.

## Coordinate geografiche
La stazione meteorologica, in funzione dal 1926, si trova nell'area climatica dell'Italia centrale, in cui è compreso l'intero territorio regionale dell'Abruzzo, in provincia dell'Aquila, nel comune di Avezzano, a 695 m s.l.m. e alle coordinate geografiche 42°02′N 13°26′E.

## Dati climatologici
La città di Avezzano è caratterizzata da un clima continentale con influssi mediterranei.
Negli Annali Idrologici si trova traccia di un valore di -26 °C registrato l'11 gennaio 1985, che però l'agenzia regionale ARSSA non pubblicò per la città marsicana, confermando invece i -21 °C, mentre si rilevarono -26,5 °C nella vicina sede del centro spaziale del Fucino di Telespazio. In estate talvolta si superano i 30 °C ma, con un tasso di umidità contenuto in caso di ventilazione. Ancora più estremi i valori negativi che si possono toccare nel settore più a sud, appena fuori dal nucleo urbano, nell'adiacente altopiano fucense, capace di produrre localmente temperature minime particolarmente basse. In alcune occasioni nel Fucino si sono raggiunte temperature minime glaciali, come il 17 febbraio 1956, quando nella tabella climatica ARSSA compare anche un dubbio estremo assoluto di -32 °C presso Borgo Ottomila, dato non pubblicato sugli annali idrologici. 
In base alle medie climatiche ufficiali relative al trentennale di riferimento 1961-1990, la temperatura media del mese più freddo, gennaio, si attesta a +2,0 °C; quella del mese più caldo, agosto, è di +20,5 °C.
La temperatura massima assoluta per il periodo 1951-2000 corrisponde a +34 °C, ma negli ultimi anni tale record è stato abbondantemente superato; in particolare il 3 agosto 2017 si sono registrati 40,8° e il 4-5 agosto temperature prossime ai 40°. L'estremo termico negativo per lo stesso periodo risulta, dunque, pari a -21 °C. 
Nel settore urbano la temperatura media annua, in base alla media trentennale di riferimento 1961-1990, è di 11,3 °C con 78 giorni di gelo.
Di seguito è illustrata la tabella riassuntiva, riferita alla stazione meteorologica di Avezzano, delle temperature massime, medie e minime e delle precipitazioni medie annue che si aggirano sui 750 mm, distribuite mediamente in 88 giorni; queste presentano un minimo relativo a luglio ed agosto ed un moderato picco tra novembre e dicembre.
| Avezzano            | Mesi | Mesi | Mesi | Mesi | Mesi | Mesi | Mesi | Mesi | Mesi | Mesi | Mesi | Mesi | Stagioni | Stagioni | Stagioni | Stagioni | Anno |
| Avezzano            | Gen  | Feb  | Mar  | Apr  | Mag  | Giu  | Lug  | Ago  | Set  | Ott  | Nov  | Dic  | Inv      | Pri      | Est      | Aut      | Anno |
| ------------------- | ---- | ---- | ---- | ---- | ---- | ---- | ---- | ---- | ---- | ---- | ---- | ---- | -------- | -------- | -------- | -------- | ---- |
| T. max. media (°C)  | 5,7  | 7,5  | 10,9 | 14,8 | 19,8 | 23,6 | 26,9 | 27,1 | 23,1 | 18,4 | 12,6 | 7,2  | 6,8      | 15,2     | 25,9     | 18,0     | 16,5 |
| T. media (°C)       | 2,0  | 3,3  | 6,3  | 9,8  | 14,1 | 17,6 | 20,3 | 20,5 | 17,2 | 12,7 | 8,4  | 3,7  | 3,0      | 10,1     | 19,5     | 12,8     | 11,3 |
| T. min. media (°C)  | −1,8 | −0,9 | 1,7  | 4,7  | 8,3  | 11,6 | 13,6 | 13,8 | 11,4 | 7,0  | 4,3  | 0,3  | −0,8     | 4,9      | 13,0     | 7,6      | 6,2  |
| Precipitazioni (mm) | 65   | 67   | 62   | 62   | 53   | 42   | 29   | 35   | 57   | 75   | 108  | 98   | 230      | 177      | 106      | 240      | 753  |
| Giorni di pioggia   | 9    | 9    | 8    | 8    | 7    | 6    | 3    | 4    | 6    | 8    | 10   | 10   | 28       | 23       | 13       | 24       | 88   |